# Twin Peaks: Vatro hodaj sa mnom (1992.)
Twin Peaks: Vatro hodaj sa mnom (eng. Twin Peaks: Fire Walk With Me) je američki psihološki horor film iz 1992. godine kojeg je režirao David Lynch, a za koji su scenarij napisali Lynch i Robert Engels. Na film se može gledati kao na prolog i epilog televizijske serije Twin Peaks (1990. – 1991.) koju su kreirali Lynch i Mark Frost. Radnja filma vrti se oko istrage ubojstva Terese Banks (Pamela Gidley)  i posljednjih sedam dana života Laure Palmer (Sheryl Lee), popularne srednjoškolke koja živi u izmišljenom gradiću države Washington, Twin Peaks u kojem su se dogodila dva ubojstva koja čine glavnu okosnicu radnje popularne serije. Uz to, jedan dio filma objašnjava sudbinu agenta Dalea Coopera (Kyle MacLachlan) iz posljednje epizode serije. Upravo zbog toga film se često smatra prologom, ali također sadržava elemente koje imaju filmski nastavci. 
Većina glumačke ekipe koja je nastupala u televizijskoj seriji pojavljuje se u filmu osim Lare Flynn Boyle koja je odbila povratak u ulogu Laurine najbolje prijateljice Donne Hayward (zamijenila ju je Moira Kelly) te Sherilyn Fenn zbog toga što je u to vrijeme radila na drugom projektu. Također, Kyle MacLachlan koji je glumio agenta Dalea Coopera u seriji nije bio pretjerano oduševljen idejom nastupa u filmu pa je njegova uloga u istome bitno smanjena od planirane.
Film Vatro hodaj sa mnom je na filmskom festivalu u Cannesu gdje je premijerno prikazan izviždan od strane publike, a u SAD-u je dobio loše kritike. Također na kino blagajnama u SAD-u se nije iskazao djelomično zbog toga što je distribucija započela godinu dana nakon što je serija otkazana (zbog izuzetno slabe gledanosti druge sezone), djelomično zbog svoje nerazumljivosti te djelomično i zbog toga što se čini da je namijenjen samo gledateljima televizijske serije. Međutim, film je ostvario komercijalni uspjeh u Japanu. 

## Glumačka postava
- Sheryl Lee kao Laura Palmer
- Ray Wise kao Leland Palmer
- Mädchen Amick kao Shelly Johnson
- Dana Ashbrook kao Bobby Briggs
- Phoebe Augustine kao Ronette Pulaski
- David Bowie kao Phillip Jeffries
- Eric Da Re kao Leo Johnson
- Miguel Ferrer kao Albert Rosenfield
- Pamela Gidley kao Teresa Banks
- Heather Graham kao Annie Blackburn
- Chris Isaak kao agent Chester Desmond
- Frances Bay kao gđica Tremond
- Moira Kelly kao Donna Hayward
- Peggy Lipton kao Norma Jennings
- David Lynch kao Gordon Cole
- James Marshall kao James Hurley (Twin Peaks)|James Hurley
- Jürgen Prochnow kao Woodsman
- Harry Dean Stanton kao Carl Rodd
- Kiefer Sutherland kao Agent Sam Stanley
- Lenny Von Dohlen kao Harold Smith
- Grace Zabriskie kao Sarah Palmer
- Kyle MacLachlan kao agent Dale Cooper
- Gary Hershberger kao Mike Nelson

## Produkcija
Serija Twin Peaks otkazana je samo mjesec dana nakon što je David Lynch službeno objavio da će snimiti film s francuskom kompanijom CIBY-2000 koja će ga financirati i da će to biti prvi od tri njegova filma. Međutim, 11. srpnja 1991. godine Ken Scherer, predsjednik Uprave produkcijske kuće Lynch/Frost izjavio je da se film neće snimati budući glavna zvijezda serije, Kyle MacLachlan ne želi reprizirati svoju ulogu agenta Dalea Coopera. Mjesec dana kasnije, MacLachlan se predomislio i film je ponovno krenuo u pretprodukciju. 
Film je snimljen bez glumaca Lare Flynn Boyle, Sherilyn Fenn i Richarda Beymera koji su glumili jedne od glavnih likova u seriji. U to vrijeme za njihovo nepojavljivanje u filmu mislio se da je u pitanju njihov rad na drugim projektima, ali u intervjuu iz 1995. godine glumica Fenn je izjavila da je pravi razlog bio taj da je "bila izrazito razočarana načinom kako je druga sezona serije skrenula s pravog puta. Što se samog filma tiče, naprosto sam odlučila ne nastupiti u njemu." Njezin lik izbačen je iz scenarija, lik Lare Flynn Boyle odglumila je Moira Kelly, a Beymerove scene nikad nisu snimljene. U rujnu 2007. godine u intervjuu glumac Beymer je izjavio da se ne pojavljuje u niti jednoj sceni filma, iako se njegov lik Benjamina Hornea pojavljuje u scenariju.
Oklijevanje glumca Kyle MacLachlana povratkom u film također je bilo uzrokovano padom kvalitete druge sezone serije. Izjavio je: "David i Mark Frost su u seriji bili prisutni samo u prvoj sezoni... Mislim da smo se svi osjećali pomalo napušteno. Zato sam oklijevao vratiti se u film kad je počela priča o njemu." Iako je na kraju pristao nastupiti u filmu, MacLachlan je želio manju ulogu, prisilivši Lyncha i ko-scenarista Roberta Engelsa da iznova napišu scenarij u kojem istragu ubojstva Terese Banks vodi agent Chester Desmond, a ne Cooper kao što je originalno bilo planirano. Na kraju je MacLachlan radio samo pet dana na filmu. 
Još jedna osoba iz serije koja je falila u filmu bio je i njezin ko-kreator Mark Frost. Odnos između Lyncha i Frosta tijekom druge sezone serije je zahladio, a pogotovo nakon što je ista završila. Frost je režirao svoj vlastiti film, Storyville iz 1992. godine i nije mogao sudjelovati s Lynchom na filmu Vatro hodaj sa mnom.
David Bowie je za svoju ulogu u filmu izjavio sljedeće: "Totalno su me nagurali u filmu. Sve svoje scene snimio sam u četiri, pet dana, jer sam bio na probama za svoju turneju. Bio sam tamo svega nekoliko dana."
Snimanje filma započelo je 5. rujna 1991. godine u gradu Snoqualmie, država Washington i trajalo je sve do listopada iste godine. U tom periodu četiri tjedna se snimalo na lokacijama u državi Washington, a interijeri filma snimani su još dodatna četiri tjedna na raznim lokacijama u Los Angelesu (država Kalifornija). Nakon što je rok za snimanje probijen u Seattleu, scena Laurine smrti u vagonu morala je biti snimljena u studiju u Los Angelesu, posljednjeg dana snimanja - 30. listopada.

## Teme
Lynch je želio snimiti film Twin Peaks zbog toga što, kako je izjavio u intervjuu: "...nisam mogao natjerati samog sebe da napustim svijet Twin Peaksa. Bio sam zaljubljen u lik Laure Palmer i njezine kontradikcije: način kako zrači izvana, a umire iznutra. Želio sam je vidjeti živu, kako hoda i priča. Bio sam zaljubljen u taj svijet i nisam s njim još završio. Ali rad na filmu nije bio samo zbog toga da ne napustim taj svijet; činilo se da postoji još stvari na kojima bi se moglo raditi... Nisam još bio gotov s tim materijalom".
Glumica Sheryl Lee, koja je utjelovila lik Laure Palmer, također se oslonila na takav sentiment: "Nikad u seriji nisam bila živa Laura, samo u prisjećanjima; film mi je omogućio zaokružiti kompletan lik." Prema Lynchu, teme filma su "usamljenost, sram, krivnja, zabluda i devastacija žrtava incesta. Također se bavi i problemom nasilnog oca - odnosno ratom koji se odvija unutar njega samog."

## Kino distribucija
Film Twin Peaks: Vatro hodaj sa mnom dobio je kritike koje su bile u potpunosti suprotne s televizijskom serijom. Film je ušao u službenu konkurenciju filmskog festivala u Cannesu 1992. godine gdje ga je publika izviždala, a kritičari uglavnom bili složni u svojim negativnim ocjenama. Prema poznatom kritičaru Rogeru Ebertu iz Chicago Sun-Timesa, film se susreo s dva ekstrema: jedan je bio pretjerano pozitivan, a drugi dijametralno suprotan. Redatelj Quentin Tarantino koji je također pohodio festival priznao je u intervjuu iz 1992. godine: "Nakon što sam pogledao film Twin Peaks: Vatro hodaj sa mnom u Cannesu, smatram da se David Lynch toliko zavukao u svoju vlastitu guzicu da nemam želje pogledati neki njegov film sve dok ne čujem drugačija mišljenja. A, znate, volio sam ga. Zbilja."
Čak i zabava produkcijske kompanije CIBY-2000 u Cannesu nije prošla dobro. Prema Lynchovim riječima, Francisa Bouyguesa (glavnog čovjeka CIBY-ja) nisu pretjerano voljeli u Francuskoj pa je i to utjecalo na propast filma na festivalu. Nakon projekcije u Cannesu, Lynch je rekao: "Sve je bilo pomalo tužno... Volio bi imati sve, ali (njihovi likovi) nisu imali odnos sa životom Laure Palmer."
Američki distributer New Line Cinema pustio je film u kino distribuciju u SAD-u 28. kolovoza 1992. godine. Film je propao na kino blagajnama, djelomično i zbog toga što je bio pušten nepunu godinu dana nakon ukidanja televizijske serije zbog pada gledanosti druge sezone, a djelomično i zbog svoje nerazumljivosti radnje. Sveukupno je u prvom vikendu prikazivanja film zaradio 1.8 milijuna dolara, a ukupna box-office zarada mu danas iznosi 4.1 milijun dolara na domaćem tržištu.
Sudeći prema popularnoj internet stranici IMDb.com (Internet Movie Data base), unatoč svom lošem kritičkom i komercijalnom uspjehu, film Vatro hodaj sa mnom ipak se natjecao za neke nagrade. Nominiran je za pet nagrada Saturn i dvije Independent Spirit Awards, uključujući i Sheryl Lee u kategoriji najbolje glavne glumice. Jedine nagrade koje je film osvojio su bile one za najbolju originalnu glazbu skladatelja Angela Badalamentija koji je dobio Spirit Award, Saturn Award i Brit Award.

## Kritike
Popularna internet stranica Metacritic ističe da film ima "uglavnom negativne kritike", uz prosjek od 28% temeljen za 16 kritika.
Na drugoj popularnoj internet stranici Rotten Tomatoes, film ima 62% pozitivnih kritika gdje mu je 31 od sveukupno 50 kritičara dalo pozitivnu ocjenu. Na stranici je istaknuto: "U dobru i u zlu, film Twin Peak: Vatro hodaj sa mnom jednako je čudan i uvrnut kao što se od Lyncha i očekuje."

### Negativne kritike
U cijelom nizu negativnih kritika Janet Maslin iz New York Timesa je napisala: "Ukus gospodina Lyncha za mrtvozornu grotesku izgubio je svoj novitet." Kolega iz Timesa, kritičar Vincent Canby se složio: "Nije to najgori film ikad snimljen; samo se takvim čini."
U svojoj kritici za Variety, Todd McCarthy je napisao da "nakon sve te fame i priče, Laura Palmer ne ispada zanimljiva ili neodoljiva, a postane i naporna puno prije nego film doživi svoj vrhunac." USA Today dala je filmu jednu i pol zvjezdicu od četiri, navodeći da se radi o "morbidno nezabavnoj filmskoj vožnji."
Kritičar magazina Rolling Stone, Peter Travers je napisao: "I premda u filmu vidimo ono što u seriji nismo (golotinju, psovke i nasilje) Lynchova kontrola posrće. Međutim, ako inspiracije ne nedostaje, talent je prisutan. Lynch je oboren u ringu, ali borba nije završena." U svojoj kritici za Washington Post Rita Kempley opisala je film kao "perverzno dirljiv i duboko samodopadljiv prolog."

### Pozitivne kritike
Među pozitivnim kritikama ističe se Kim Newman iz britanskog magazina Sight & Sound: "Mnogi trenuci horora u filmu demonstriraju kako je čist, konvencionalan i pripitomljen taj žanr postao 80-tih i 90-tih godina." Mark Kermode proglasio je film "Lynchovim remek-djelom".
Magazin Slant dao je filmu četiri od četiri zvjezdice, stavivši ga na svoju listu 100 esencijalnih filmova.
U knjizi "Lynch on Lynch" Chris Rodley opisao je film kao "briljantan, ali osuđujući" istaknuvši: "Već do vremena kad je Lynch otkrio Twin Peaks: Vatro hodaj sa mnom 1992. godine, kritičari su bili neprijateljski nastrojeni i tek sad film uživa stupanj simpatije kritičara nakon ponovnog gledanja. Bez ikakve sumnje radi se o Lynchovoj najokrutnijoj, najmračnijoj viziji kojom je čak uspio razočarati i najveće obožavatelje serije. Razotkrivajući samo srce televizijske serije, Lynch je bio prisiljen prihvatiti da se više nikad nakon filma neće vratiti u svijet Twina Peaksa."

## DVD i Blu-ray distribucija
Lynch je snimio preko pet sati materijala koje je naknadno srezao u dva sata i četrnaest minuta filma. Iako je bilo zamišljeno da se kompletni snimljeni materijal nađe na posebnom DVD izdanju New Line Cinema 2002. godine, to ipak nije učinjeno zbog ograničenog budžeta i trajanja.
2002. godine francuska distributerska kompanija MK2 počela je pregovore s Lynchom da uključi izbrisane scene, uredno montirane i s glazbom u svom nadolazećem posebnom DVD izdanju filma. Ovo izdanje još uvijek se očekuje. Većina izbačenih scena odnosi se na likove iz televizijske serije koji se na kraju nisu pojavili u finalnoj verziji filma. Lynch je izjavio: "Imao sam ograničeno vrijeme trajanja filma. Snimili smo mnoge scene koje su za normalan film bile previše tangencijalne da bi ih se zadržalo u glavnoj priči. Mislili smo da ćemo naknadno imati i dulju verziju sa svim ostalim snimljenim stvarima upravo zato što je mnogo likova nedostajalo u finalnoj verziji filma. Oni jesu dio filma, ali nisu nužni dio glavne priče." Prema Lynchu, da je film uključivao sve te dodatne scene ne bi "bio toliko toliko mračan. Za mene je on rađen prema zakonu Twin Peaksa. Ali malo tih ludorija ipak smo morali izbaciti."
2007. godine DVDrama.com objavila je da se MK2 nalazi u finalnim pregovorima s Lynchom oko distribucije dvostrukog DVD izdanja koje će uključivati 17 izbačenih scena koje je odredio sam redatelj. Stavljen je na listu izdanja na datum 17. listopada 2007., ali MK2 se kasnije predomislio i izdao jednostruki DVD naglasivši da je novo izdanje s izbačenim scenama stavljeno na čekanje. U studenom 2008. godine Lynch je u vezi izbačenih scena iz filma izjavio sljedeće: "Film Twin Peaks: Vatro hodaj sa mnom je u vlasništvu francuske kompanije MK2. Razgovarao sam s njima prije nekoliko mjeseci i to u više navrata i mislim da će se izdanje s izbrisanim scenama naći na tržištu, ali ne još zbog financijske krize koja bitno utječe na takvu vrstu odluke. Nisam siguran što se događa. Siguran sam da će se na izdanju naći minimalno 17 izbrisanih scena, ali davno smo gledali mogućnosti izdanja da bih se sjećao svih detalja."
Blu-ray izdanje filma najavljeno je za 2009. godinu u Velikoj Britaniji, ali je odgođeno do daljnjega. Paramount Pictures (koji drži distribucijska DVD prava za televizijsku seriju) otkupili su prava u Njemačkoj i u većini svijeta isključujući SAD, Veliku Britaniju, Francusku i Kanadu. Paramount je svoje DVD izdanje pustio u distribuciju 2007. godine, ali je ono identično DVD izdanju kojeg je izdao MK2. 
U Francuskoj je film na Blu-rayu izdan 3. studenog 2010. godine u distribuciji MK2.
U Australiji će film na Blu-ray izdanju biti pušten 8. veljače 2012. godine u distribuciji Madman Entertainment te tako označiti 20-godišnjicu kino distribucije filma.
Ko-kreator serije Twin Peaks, Mark Frost, objavio je na svom Twitteru da postoji mogućnost da će se izbačene scene nalaziti na Blu-ray verziji kompletnog izdaja Twin Peaksa - Twin Peaks Definitive Gold Box Edition.

### Nasljeđe filma i nastavak
Prema kamermanu Ronu Garciji, film je bio izuzetno popularan u Japanu pogotovo među ženama, a Martha Nochimson je u svojoj knjizi o Lynchovim filmovima istaknula: "On pretpostavlja da entuzijazam Japanki dolazi iz zadovoljstva zbog toga što u Lauri vide priznanje njihove vlastite patnje u represivnom društvu u kojem žive." Pušten pod nazivom Twin Peaks: Posljednjih sedam dana Laure Palmer (Twin Peaks: The Last Seven Days of Laura Palmer) za film se u japanskim kinima tražila karta više, a stvarali su se i ogromni redovi na kino blagajnama.
U retrospektivi Lanch je izjavio: "Žao mi je što je film napravio loš posao i što ga mnogi ljudi ne vole. Ali meni se zbilja sviđa. Međutim, s njim je došlo i puno "prtljage". On je slobodan i eksperimentalan koliko je mogao biti uz sva ograničenja koja su postojala."
Montažerka filma Mary Sweeny je rekla: "Toliko su silno željeli da film bude poput televizijske serije, a to on nije bio. To je bio film Davida Lyncha. I ljude je to razljutilo. Osjećali su se izdanima." Što se tiče glavne glumice, Sheryl Lee je vrlo ponosna filmom te izjavljuje: "Mnogi ljudi, žrtve incesta, prilazili su mi otkad je film snimljen i rekli da im je drago što je takvo nešto snimljeno te da sada napokon mogu pustiti bol i patnju."
Nakon što je film pušten u distribuciju, Lynch je najavio još dva filma koja namjerava snimiti kako bi nastavio i završio priču serije. Međutim, u intervjuu iz 2001. godine rekao je da je franšiza Twin Peaks "mrtva kao mrtvac".

## Glazba iz filma
Glazba iz filma smještena je na prvo mjesto najboljih soundtrackova svih vremena prema listi časopica NME (New Musical Express) iz 2011. godine.

### Popis glazbe
1. "Theme from Twin Peaks: Fire Walk with Me" – 6:40
2. "The Pine Float" – 3:58
3. Jimmy Scott: "Sycamore Trees" – 3:52
4. "Don't Do Anything (I Wouldn't Do)" – 7:17
5. Thought Gang: "A Real Indication" – 5:31
6. Julee Cruise: "Questions in a World of Blue" – 4:50
7. "The Pink Room" – 4:02
8. Thought Gang: "The Black Dog Runs at Night" – 1:45
9. "Best Friends" – 2:12
10. "Moving Through Time" – 6:41
11. "Montage from Twin Peaks: Girl Talk/Birds in Hell/Laura Palmer's Theme" – 5:27
12. "The Voice of Love" – 3:55

Završna scena filma i odjavna špica popraćene su dijelovima Agnus Dei iz Requiem u C molu skladatelja Luigija Cherbuinija. Ova glazba ne nalazi se na originalnom soundtracku.

## Vanjske poveznice
- Twin Peaks: Vatro hodaj sa mnom u internetskoj bazi filmova IMDb-a
- Twin Peaks: Vatro hodaj sa mnom (1992.) na Box Office Mojo
- Twin Peaks: Vatro hodaj sa mnom (1992.) na Rotten Tomatoes